# Wilhelm Bernatzik

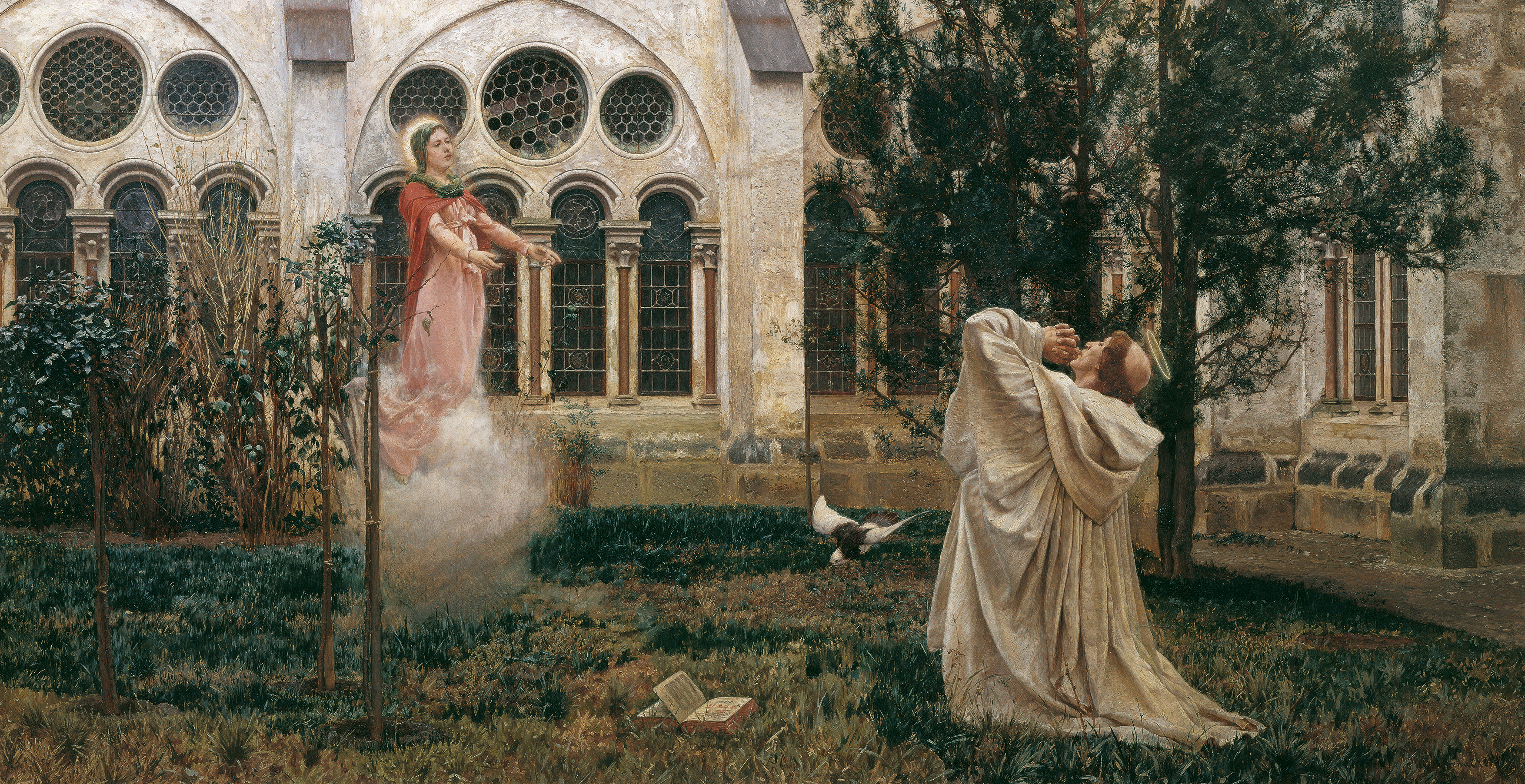
Vision de saint Bernard, 1882.

Wilhelm Bernatzik,  né le 18 mai 1853 à Mistelbach et mort le 26 novembre 1906 à Hinterbrühl, est un peintre autrichien

## Biographie
Wilhelm Bernatzik naît le 18 mai 1853 à Mistelbach.
Il étudie le droit à Vienne, mais abandonne ses études pour étudier la peinture de paysage avec le peintre autrichien Eduard Peithner von Lichtenfels à l'Akademie der Bildenden Künste, également à Vienne de 1873 à 1875. En 1875, il reçoit la médaille d'or Füger pour Caïn tuant son frère Abel. Il expose la même année un grand tableau intitulé Tempête sur la côte d'Abbazia à la Maison des artistes, puis il part pour Düsseldorf. Il y cultive de préférence les paysages de forêts et de marais, pour lesquels il a utilisé les études naturelles qu'il a faites à Lundenburg (Basse-Autriche), et se rend, après plusieurs années, à Paris pour y étudier la peinture.
Après un séjour d'une année à Lundenunden, il se rend à Paris chez Léon Bonnat pour se perfectionner dans la figuration, qui joue désormais un rôle plus important dans ses œuvres. (Foire de Lundenburg, Procession à Dürrenstein sur le Danube, Le quai Franz Josef à Vienne). Après un bref séjour à Vienne, il s'installe complètement à Paris. C'est au milieu des années quatre-vingt du XIXe siècle que se situe sa période de maturité. En plus de quatre tableaux de saisons, dont l'Automne est en possession de l'empereur d'Autriche, et de deux tableaux au musée d'histoire naturelle de la cour (Mines d'or près de Vöröspatak [Hongrie], Hydrauling Goldmining), il réalise la Vision de saint Bernard (1882, actuellement dans la galerie impériale de Vienne), dont l'arrière-plan montre le cloître du monastère de Heiligenkreuz près de Baden (N-Autriche). De même, des motifs d'Heiligenkreuz sont utilisés dans la polychromie Mönch in der Klosterwerkstatt (1890). Se tournant à nouveau vers la peinture de paysage, Bernatzik recherche désormais les effets d'éclairage et les effets décoratifs des couleurs. Il cherche ses motifs sur le Steinfelde, près de Wiener-Neustadt et de Neunkirchen, et dans les petites rues rurales du soir. Entre-temps, il adhère à la "Sezession" lors de sa fondation en 1897, lui consacre son énergie organisationnelle et en devient le président en 1903. Il s'acquiert des mérites particuliers en organisant la grande exposition impressionniste, mais quitte l'association en 1905, lorsque des dissensions internes éclatent, en même temps que le "groupe Klimt". Il y expose pour la dernière fois, en tant qu'expérience chromatique, une chambre jaune avec des panneaux violets et roses. 
Wilhelm Bernatzik meurt le 25 novembre 1906 à Hinterbrühl.